# プライズ (ラッパー)
プライズ（英: Plies、1976年7月1日 - ）とは、アメリカ合衆国フロリダ州フォートマイヤーズ出身のラッパーである。代表曲に「Shawty」「Bust It Baby (Part 2)」などがある。

## 略歴
1976年7月1日にフロリダ州, フォートマイヤーズで生まれる。その後、成長した彼は兄と共に「Big Gates Records」という名のレコード会社を創設し、本格的にラップ活動を始めた。2枚のミックステープで徐々に知名度を上げていき、2004年に入ると「Atlantic Records」傘下のメジャーレーベル「Slip-n-Slide Records」との契約に成功する。
2006年7月2日、彼が出場したライブ会場でのパフォーマンス時間を巡っての口論が加速し、発砲事件にまで発展、5人が負傷した。Pliesとその友人達は銃器不当所持の疑いで逮捕され、そのうち友人2人が有罪を言い渡された。一時は音楽活動自体が危ぶまれたが、"メロウなトラックにダークなラップを乗せる"という彼独特のラップスタイルが瞬く間に全米で人気となり、2007年にリリースした1stアルバム『The Real Testament』は見事初登場2位を記録した。収録曲「Shawty」は全米9位、プラチナディスクに認定されるなどヒットした。
2008年6月10日には2ndアルバム『Definition of Real』を、リリース。全米初登場2位を記録し、ゴールドディスクを獲得する。収録曲「Bust It Baby (Part 2)」は全米7位とヒットした。
2008年12月16日には、3rdアルバム『Da REAList』をリリースしている。
2010年6月4日には、4thアルバム『Goon Affiliated』がリリースされた。全米アルバムチャートでは、初登場5位を記録。

## 発砲事件
2006年7月2日、Pliesがナイトクラブで行っていたライブ中に、パフォーマンス時間を巡り口論になり、発砲事件へまで発展した。その日は、Pliesのパフォーミングの後に「Lil Boosie」というラッパーが控えていたのだが、Pliesが持ち時間を越えてパフォーミングしたことに対して開催者側が即パフォーマンスを中止するように命令。しかしそれを不服としたPlies本人が猛抗議し、結果的に5人の負傷者を出す発砲事件へまで発展してしまった。事件以前にAkonの2ndアルバム「Konvicted」に収録されていた全米No.1シングル「I Wanna Fuck You」にゲスト参加していたが、この一連の発砲事件により、曲中の彼のラップ部分がSnoop Doggのものに差し替えられたクリーン・バージョン「I Wanna Love You」としてリリースされている。

## ディスコグラフィー
主なアルバムとミックステープ
- The Real Testament (2007年)
- Definition of Real (2008年)
- Da REAList (2008年)
- Goon Affiliated (2010年)
- The Real Testament 2 (2020年)